# لی هواهوا
لی هواهوا (انگلیسی: Li Huahua؛ زادهٔ ۲۹ اکتبر ۱۹۶۲) شمشیرباز زن اهل چین بود. وی در بازی‌های المپیک تابستانی ۱۹۸۴ و ۱۹۸۸ شرکت کرده‌است.